# 普罗维登斯日报
《普罗维登斯日报》（The Providence Journal，简称：ProJo），或译《普罗维登斯杂志》，是美国罗德岛州普罗维登斯的一份日报，也是该州最大的报刊。它1829年7月1日以《日报》（Daily Journal）的名义首次出版，是美国最古老的出版未间断的日报，曾四度获普利兹奖。